# Wallace Givens
James Wallace Givens, Jr. (Alberene, próximo a Charlottesville, 14 de dezembro de 1910 – 5 de março de 1993) foi um matemático e pioneiro da ciência da computação estadunidense. É epônimo da rotação de Givens.
Obteve o bacharelado no Lynchburg College em 1928 com 17 anos de idade, com um mestrado em 1931 na Universidade de Virgínia, orientado por Ben Zion Linfield, e um doutorado em 1936 na Universidade de Princeton, orientado por Oswald Veblen, com a tese Tensor Coordinates of Linear Spaces.
Foi assistente de Veblen no Instituto de Estudos Avançados de Princeton durante o doutorado, e depois professor da Universidade do Tennessee. Também lecionou na Wayne State University e na Universidade Northwestern, e trabalhou com o UNIVAC I no Instituto Courant de Ciências Matemáticas da Universidade de Nova Iorque (NYU) e depois com o ORACLE no Oak Ridge National Laboratory (ambos computadores com válvulas termiônicas).
Em 1963 foi apontado cientista sênior no Argonne National Laboratory, onde foi de 1964 a 1970 diretor da Division of Applied Mathematics. De 1968 a 1970 foi o décimo-quarto presidente da Society for Industrial and Applied Mathematics. Aposentou-se em 1979 na Universidade Northwestern.

## Publicações selecionadas
- «Factorization and signatures of Lorentz matrices». Bull. Amer. Math. Soc. 46: 81–85. 1940. MR 0001204. doi:10.1090/s0002-9904-1940-07137-x
- «Parametric solutions of linear homogeneous diophantine equations». Bull. Amer. Math. Soc. 53: 780–783. 1947. MR 0021552. doi:10.1090/s0002-9904-1947-08879-0
- «Fields of values of a matrix». Proc. Amer. Math. Soc. 3: 206–209. 1952. MR 0047004. doi:10.1090/s0002-9939-1952-0047004-9